# MENC
MENC (National Association for Music Education) is een Amerikaanse organisatie die zich inzet voor de nationale muziekeducatie. De organisatie is in 1907 opgericht door Frances E. Clark (die tot 'Mother of MENC' werd gedoopt), onder de naam Musical Educators' National Conference.
MENC heeft internationaal de hand gehad in de 9 standaards van het muziekonderwijs, de National Standards for Music Education. Deze standaards, uitgebracht in 1994, worden tegenwoordig door muziekscholen op de hele wereld gebruikt.